# Паулета
Пе́дру Міге́л Карре́йру Резе́ндіш, відоміший за прізвиськом Паулета (порт. Pauleta, * 28 квітня 1973, Понта-Делгада, Сан-Мігел, Азорські острови) — португальський футболіст, нападник.
Насамперед відомий виступами за клуби «Бордо» та «Парі Сен-Жермен», а також національну збірну Португалії.
Чемпіон Іспанії. Дворазовий володар Кубка французької ліги. Дворазовий володар Кубка Франції. 

## Клубна кар'єра
У дорослому футболі дебютував 1994 року виступами за команду клубу «Уніан Мікаеленші», в якій провів один сезон. 
Згодом з 1995 по 2000 рік грав у складі команд клубів «Ешторіл Прая», «Саламанка» та «Депортіво». Протягом цих років виборов титул чемпіона Іспанії.
Своєю грою за останню команду привернув увагу представників тренерського штабу французького клубу «Бордо», до складу якого приєднався 2000 року. Відіграв за команду з Бордо наступні три сезони своєї ігрової кар'єри. Більшість часу, проведеного у складі «Бордо», був основним гравцем атакувальної ланки команди. У складі «Бордо» був одним з головних бомбардирів команди, маючи середню результативність на рівні 0,66 голу за гру першості.
2003 року перейшов до клубу «Парі Сен-Жермен», за який відіграв 5 сезонів. Граючи у складі «Парі Сен-Жермен» також здебільшого виходив на поле в основному складі команди. В новому клубі був серед найкращих голеодорів, відзначаючись забитим голом в середньому майже у кожній другій грі чемпіонату. Завершив професійну кар'єру футболіста виступами за команду «Парі Сен-Жермен» у 2008 році

## Виступи за збірну
1997 року дебютував в офіційних матчах у складі національної збірної Португалії. Протягом кар'єри у національній команді, яка тривала 10 років, провів у формі головної команди країни 88 матчів, забивши 47 голів. 
У складі збірної був учасником чемпіонату Європи 2000 року у Бельгії та Нідерландах, на якому команда здобула бронзові нагороди, чемпіонату світу 2002 року в Японії і Південній Кореї, чемпіонату Європи 2004 року у Португалії, де разом з командою здобув «срібло», а також чемпіонату світу 2006 року у Німеччині.

## Досягнення
- Чемпіон Іспанії:

«Депортіво»: 1999–00
- Володар Кубка французької ліги:

«Бордо»: 2001–02
«Парі Сен-Жермен»: 2007–08
- Володар Кубка Франції:

«Парі Сен-Жермен»: 2003–04, 2005–06
- Володар Суперкубка Іспанії:

«Депортіво»: 2000
- Найкращий бомбардир чемпіонату Франції:

«Бордо»: 2001/2002
- Віце-чемпіон Європи: 2004